# Curt von Bardeleben
Curt Carl Alfred von Bardeleben (Berlín, 4 de marzo de 1861-Berlín, 31 de enero de 1924) fue un ajedrecista alemán y teórico del ajedrez del siglo XIX, y de profesión periodista.

## Biografía
Procedente de una familia noble de Magdeburgo, era hijo de Richard von Bardeleben (1821-1896), director de la Oficina Literaria del Ministerio de Estado de Prusia, y de Anna Wilhelmy (1836-1903).
Bardeleben se casó el 13 de septiembre de 1902 en Schöneberg (distrito de Berlín que en la actualidad se encuentra englobado en el distrito de Tempelhof-Schöneberg) con Hedwig Beyer, y posteriormente se divorciaron en poco más de un año, el 19 de diciembre de 1903.
El 18 de abril de 1906 se casó también en Schöneberg con Catherine Mayer, de la cual se divorció meses después. Asimismo, el 12 de febrero de 1907 se casó con Elizabeth Boehncke, cuyo matrimonio también acabó en divorcio.
Heredero de una gran fortuna, se pudo permitir el lujo de dedicarse por completo al ajedrez.
En la infancia sus padres se trasladaron desde Berlín a Weimar, donde se graduó. Inició su aprendizaje en el ajedrez con diez años, siendo reconocido como el mejor jugador de Weimar.
En 1880 se trasladó a Leipzig para estudiar Derecho, estudios que continuó en Berlín en 1884, pero que finalmente abandonó para estudiar Periodismo. Fue editor de la revista Deutsche Schachzeitung desde 1887 hasta 1891.
A causa de la hiperinflación acaecida entre 1914 y 1923 en Alemania, Bardeleden perdió su fortuna, lo cual le llevó finalmente al suicidio en enero de 1924. Se tiró por la ventana de su apartamento de Berlín situado en el cuarto piso.
El escritor ruso Vladimir Nabokov, que entonces vivía en Berlín, se basó en este suceso para su novela La defensa Luzhin (1930). Nabokov no estaba de acuerdo con la versión oficial del suicidio. Jacques Mieses y Bernhard Kagan, en los obituarios, opinaron que fue por un mareo el que se cayera por la ventana.
Bardeleben fue enterrado el 7 de febrero de 1924 en una tumba anónima del cementerio de Berlín.

## Trayectoria como ajedrecista
Durante su estancia en Leipzig, Bardeleben se hizo miembro del Club de ajedrez Augustea, ganando el Gran Torneo de la Federación Alemana de Ajedrez celebrado en Berlín, obteniendo el título de Maestro. En 1883 ganó el Torneo de Londres-Vizianagaram, torneo clasificatorio para el Gran Torneo Internacional de Maestros.
En las décadas de 1880 y 1890 fue considerado uno de los mejores ajedrecistas de Alemania. En 1888 ganó el Torneo de Leipzig, conjuntamente con Fritz Riemann. En 1893 logró la victoria compartida con Walbrodt en el Campeonato Nacional de Alemania en Kiel. Asimismo, venció en el Torneo de Coburgo junto a Schlechter y Swiderski en 1894.
En 1889 perdió un enfrentamiento con el vigente Campeón Mundial Emanuel Lasker por 1,5 : 2,5 ( 1, -2, =1 ). Su empate con Joseph Henry Blackburne, en 1895 ( +3, -3, = 3 ) fue también un reconocido éxito, así como su victoria sobre Richard Teichmann en el mismo año, 06:04 ( +3 -1 =6 ).
Su partida más conocida es, probablemente, su derrota ante el vigente Campeón del Mundo Wilhelm Steinitz en Hastings 1895, especialmente porque en lugar de abandonar, prefirió simplemente marcharse de la sala de juego:
1. e4 e5 2. CF3 Cc6 3. Ac4 Ac5 4. c3 CF6 5. d4 exd4 6. cxd4 Ab4 + 7. CC3 d5 8. exd5 Cxd5 9. OO Ae6 10. Ag5 Ae7 11. Axd5 Axd5 12. Cxd5 Dxd5 13. Axe7 Cxe7 14. TE1 f6 15. De2 Dd7 16. Tac1 c6 17. d5 cxd5 18. CD4 Rf7 19. CE6 Thc8 20. Dg4 g6 21. CG5 + Re8 22. Txe7 + Rf8 23. TF7 + Rg8 24. Tg7 + 1-0
- Lubomir Kavalek, « Steinitz's Immortal Chess Game », The Huffington Post

## Obra
- Kritik der Spanischen Partie, Leipzig 1885 ( Críticas a la Apertura española )
- Die Wiener Partie, Leipzig 1893 ( La Apertura vienesa )
- Das Damengambit nebst dem Damenbauernspiel, Leipzig 1905 ( El Gambito de dama y la Apertura de peón de dama )
- Das Bauernendspiel im Schach, Berlín 1916 ( El Peón y rey contra rey en el Ajedrez )
- Geschichte des Schachspiels, Berlín 1924 ( Historia del Ajedrez )